# Żerniki Wrocławskie
Żerniki Wrocławskie – wieś w Polsce położona w województwie dolnośląskim, w powiecie wrocławskim, w gminie Siechnice. Przylega do południowej granicy Wrocławia. 
W latach 1975–1998 miejscowość administracyjnie należała do województwa wrocławskiego.
Żernik Wrocławskich, położonych przy południowej granicy miasta Wrocławia, nie należy mylić z osiedlem Żerniki, leżącym w południowo-zachodniej części miasta, w dzielnicy Fabryczna, w sąsiedztwie osiedla Nowy Dwór.
W ostatnich latach miejscowość dynamicznie się rozwija, powstało kilkanaście nowych ulic i ponad 100 domów jednorodzinnych. W 2006 r. oddano do użytku nową szkołę.

## Zabytki
Do wojewódzkiego rejestru zabytków wpisany jest:
- park pałacowy, z XVII w., zmiany w trzeciej ćw. XIX w.

Inne obiekty:
- kościół pw. Najświętszego Serca Pana Jezusa
- cmentarz w Żernikach
- szkoła podstawowa.

## Dojazd
Do Żernik Wrocławskich można dojechać drogą wojewódzką nr 395. 
Komunikację zbiorową z Wrocławiem zapewniają autobusy linii: 800, 810 i 860 oraz linia kolejowa nr 276 (stacja Smardzów Wrocławski).